# 攀倒甑
攀倒甑（学名：Patrinia villosa）是忍冬科败酱属的植物。分布在台湾岛、日本以及中国大陆的浙江、湖北、江西、广东、江苏、四川、广西、贵州、河南、湖南、安徽等地，生长于海拔50米至2,000米的地区，多生在山地林下、灌丛中、林缘以及草丛中，目前尚未由人工引种栽培。

## 别名
白花败酱（中国高等植物图鉴）、毛败酱（台湾植物志）、败酱（浙江药用植物志）、苦斋（福建闽西、江西遂川、重庆长寿）、胭脂麻（四川泸县）、苦菜（浙江、江西大余、湖北）、萌菜（浙江普陀、乐清）、苦斋草（广东大埔）

## 异名
- Patrinia sinensis (Levl.) Koidz.
- Patrinia villosa (Thunb.) Juss. ssp. punctifolia H. J. Wang

## 外部連結
[在维基数据编辑]
 《欽定古今圖書集成·博物彙編·草木典·攀倒甑部》，出自陈梦雷《古今圖書集成》
 《植物名實圖考·攀倒甑》，出自吳其濬《植物名實圖考》